# Theodor Guilleaume
Johann Theodor Guilleaume (* 7. Mai 1812 in Denklingen; † 25. September 1879 in Bonn) war ein deutscher Hanf- und Drahtseilfabrikant.

## Leben
Theodor Guilleaume wurde am 7. Mai 1812 in Denklingen als Sohn des Apothekers, Chemikers und Kölner Stadtrats Karl Guilleaume (1789–1837) und dessen Gemahlin Christina Felten (1788–1853) geboren.
Der Vater Karl Guilleaume war ein Sohn von Christoph Guilleaume (1741–1804), der als Notar in Solingen, Hilden und Haan wirkte, und dessen Gemahlin Theresia Bock. Die Mutter Christina Felten war eine Tochter des Kölner Seilermeisters und Fabrikanten Theodor Felten (1747–1827) und dessen Gemahlin Elisabeth Fischer.

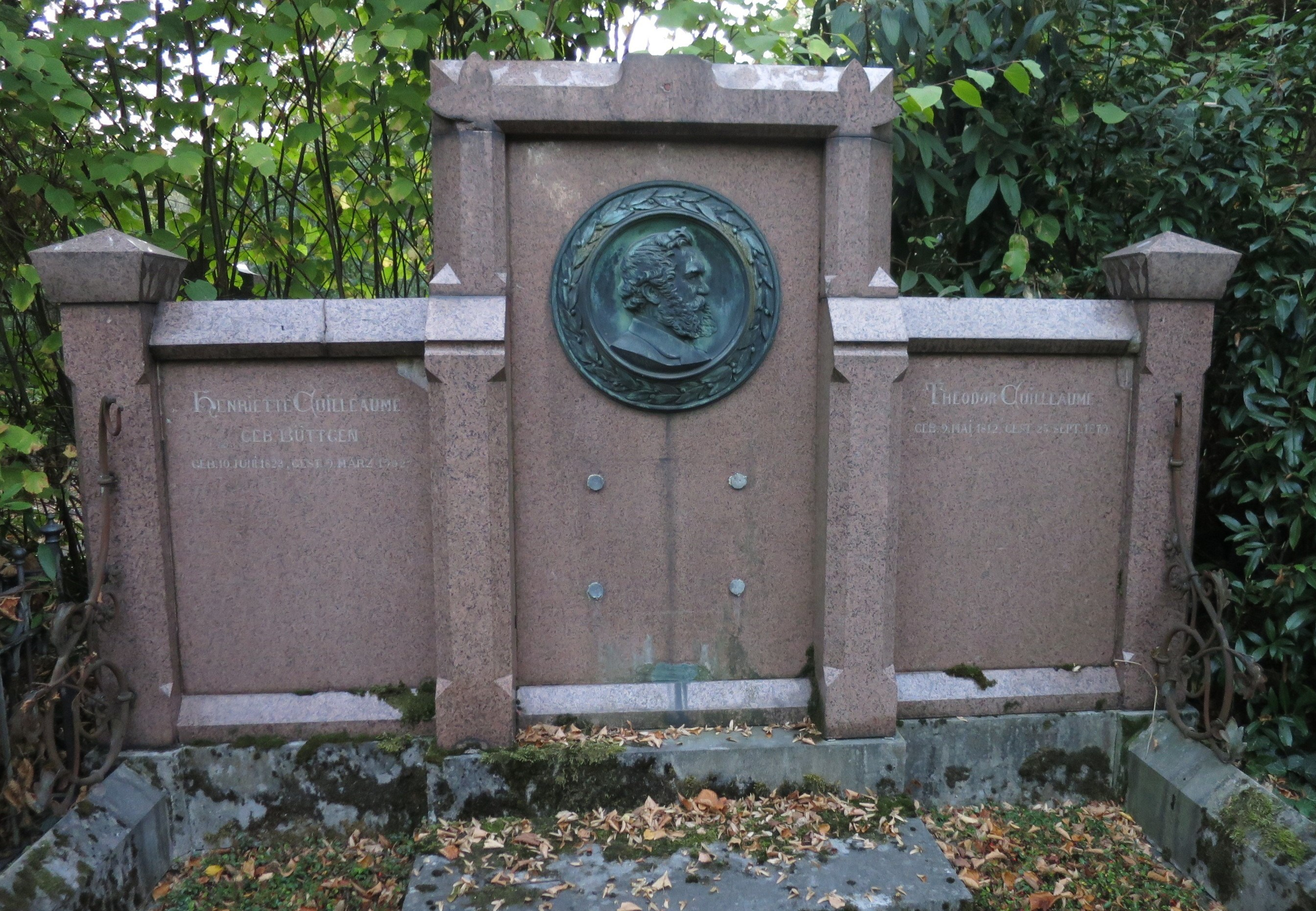
Grabstätte Theodor und Henriette Guilleaume

Im Jahr 1834 heiratete Theodor in Ahrweiler Wilhelmine Dahmen aus Ahrweiler (1811–1838), Tochter von Carl August Dahmen und dessen Gemahlin Sibylle Knieps. Im Dezember desselben Jahres wurde ihr Sohn Franz Carl Guilleaume (1834–1887) geboren. Vier Jahre nach der Eheschließung und der Geburt des Sohnes verstarb die Gemahlin Wilhelmine 27-jährig im Jahr 1838.
Im Jahr 1844 ging Theodor eine zweite Ehe ein mit Henriette Büttgen (1823–1902) aus Köln, Tochter von Johann Heinrich Büttgen und Josefa Seydlitz. Dieser Ehe entstammt der Geheime Kommerzienrat Franz Johann Guilleaume (1848–1914). 
Guilleaume starb 1879 im Alter von 67 Jahren. Seine Grabstätte befindet sich auf dem Kölner Friedhof Melaten (HWG, zwischen Lit. K+L).

## Wirken
Im Jahre 1837 übernahm Guilleaume das von seinem Großvater Theodor Felten gegründete Seilerwarengeschäft (nachmals Felten & Guilleaume), das dieser schon als Verleger ausgeweitet hatte.  Im Jahre 1838 stellte er den noch weitgehend handwerklichen Betrieb auf Fabrikation mittels Dampfmaschinen um und führte die fabrikmäßige Herstellung von Drahtseilen ein, die er dadurch verbesserte, dass er als erster dafür Hanfseelen verwandte und Regeln für die richtigen Schlaglängen aufstellte. Ebenso erfand er das Drahtflachseil. Im Jahre 1853 fertigte er das erste deutsche Telegrafenkabel, das durch die Weichsel und Nogat bei Dirschau gelegt wurde. Durch 30 Sträflinge der Strafanstalt Brauweiler ließ er Seilerwaren im Lohn herstellen und errichtete eine eigene Seilerkolonie „Theodorshöhe“ bei Wahn, zunächst für 50 Handspinner, die später auch Drahtseile schlugen. 1857 erfolgte die Einrichtung einer Drahtzieherei, 1859 die Anlage eines Drahtwalzwerkes in Köln.
Theodor Guilleaume war zeitweilig Besitzer der Aggertalhöhle.